# FSV Wacker 90 Nordhausen
Maillots
Dernière mise à jour : 16 mars 2011.
Le FSV Wacker 90 Nordhausen est un club allemand de football localisé à Nordhausen en Thuringe.

## Histoire (football)

### De 1905 à 1945

ancien logo du 1.SV Wacker 05 Nordhausen

Les origines du club remontent au 1er novembre 1905 quand fut fondé le FC Wacker Nordhausen par les membres d’une communauté évangélique. Lors de l’Assemblée générale du 14 juillet Juli 1906, une section de jeunes fut créée. Le FC Wacker 05 Nordhausen fut alors renommé SV Wacker 05 Nordhausen.
Le 11 juillet 1908 lors d’une réunion au restaurant "Am Schlachthof" fut confirmée l’union entre le SV Wacker 05 Nordhausen et le BSC Mars Nordhausen pour former le SV Wacker-Mars Nordhausen.
En juillet 1918, les membres du cercle décidèrent de renommer leur club 1. SV Wacker 05 Nordhausen.
Sportivement le club ne réussit pas de très grandes choses. Toutefois, il participa sept fois au tour final du championnat de la Verband Mitteldeutscher Fussball-Vereine (VMBV), mais ne franchit que deux fois le premier tour.
En 1933, alors que les Nazis réorganisèrent les compétitions en faisant créer notamment les Gauligen, le 1. SV Wacker 05 remporta la Kyffhäusergau et fut qualifié pour accéder à la Bezirksklasse Halle-Merseburg, Gau VI de la DFB. Trois plus tard, le club fut relégué en 1. Kreisklasse Kyffhäuser, Unterklasse Südharz. Après deux saisons, cette ligue fut dissoute et le club joua alors en 1. Kreisklasse, Staffel Südharz, qu’il remporta en 1939.
Par la suite, les archives se font hélas très rares. On sait cependant que le 1. SV Wacker 05 Nordhausen continua d’exister et de jouer jusqu’au terme de la Seconde Guerre mondiale.
En 1945, le club fut dissous par les Alliés, comme tous les clubs et associations allemands (voir Directive n°23). Dès avant la fin de l’année, il fut reconstitué sous le nom de Ortssportgemeinschaft Nordhausen dans le "Parkrestaurant" de la localité. L’équipe joua alors sous la dénomination de Sportgemeischaft Nordhausen ou SG Nordhausen.
En 1946, le club remporta la 1. Kreisklasse. Les archives de l’époque évoquent l’équipe aussi bien sous l’appellation de Nordhausen, deSG Nordhausen et de SG KWU/Lok Nordhausen.
Comme toute la Thuringe, la ville de Nordhausen se retrouva dans la zone soviétique et fit donc partie de la RDA, à partir d’octobre 1949.

### Époque de la RDA
La SG Nordhausen devint rapidement la BSG Lokomotive Nordhausen puis BSG KWU Nordhausen.
Le 1er septembre 1949 fut constituée la plus grande association sportive de la région: la BSG Motor Nordhausen sur base de la BSG IFA ABUS.
Le club appelé SG Nordhausen termina vice-champion de la Bezirksklasse Nordthüringen, Staffel 1 en 1949. L’année suivante, il termina de nouveau vice-champion, derrière Eintracht/KWU Weimar de la Landesklasse Thüringen, Staffel 1, mais cette fois sous l’appellation BSG KWU/Lok Nordhausen.
La section football de la BSG KWU Nordhausen fut unifiée à la fin de l’année 1950 à cette BSG Motor Nordhausen. Ce fut sous cette appellation qu'à la suite de ses bons résultats précédents, le club fut un des fondateurs de la DDR-Liga en 1950, soit la Division 2 du football est-allemand.
Le club n’y marque que 5 petits points (2 victoires et 1 partage) et termina avant-dernier des dix équipes composant son groupe. Toutefois, seul le dernier classé, le club berlinois de SG Concordia Wilhelmsruh fut relégué.
Au terme du championnat 1951-1952, le club termina vice-champion du Groupe 1, derrière le BSG Empor Lauter.

ancien logo de la BSG Motor Nordhausen-West

De 1952 à 1976, cette section football joua sous l’appellation BSG Motor Nordhausen-West.
Le club évolue au 2e niveau jusqu’au terme de la saison 1956. Relégué en II. DDR-Liga (une ligue créée en 1955 et qui représenta la 3e niveau jusqu’en 1963).
Vice-champion du Groupe Süd en 1957, le club fut reversé dans le Groupe 5 d’une II. DDR-Liga passant de 2 à 5 séries. À la fin du championnat 1961-1962, le Motor Nordhausen-West fut vice-champion du Groupe 3 et remonta en "Division 2".
Avant-dernier de la DDR-Liga, Groupe Süd en 1963, le club fut relégué non pas en II. DDR-Liga qui était dissoute mais en Bezirksliga Erfurt. À noter que le dernier classé, Motor Eisenach ne fut pas relégué !
En 1964, Nordhausen-West termina vice-champion de la Bezirksliga Erfurt. L’année suivante, il en remporta le titre mais ne termina que 5e (et donc dernier) de son groupe du tour final pour la montée.
En 1966, le cercle s’empara de nouveau du titre de la Bezirksliga Erfurt. Lors du tour final pour la montée, il gagna son groupe et fut promu en compagnie du Chemie Jena. Les deux formations redescendirent après une saison.
Vice-champion 1968, la BSG Motor Nordhausen-West fut sacrée en 1969. 2e de son groupe, il remonta dans l’antichambre de l’élite en compagnie du Motor Hemsdorf.

ancien logo du BSG Motor Nordhausen

Le club, renommé BSG Motor Nordhausen en 1976 assura son maintien de DDR-Liga jusqu’en 1989. Il obtint la place de vice-champion du Groupe E en 1983 et 1984, après avoir remporté cette série en 1982. Cette saison-là, lors du tour final pour la montée en DDR-Oberliga, il avait fini dernier des cinq prétendants, à bonne distance des deux promus : le Chemie Böhlen et le 1. FC Union Berlin.
Lors de la saison 1989-1990, le club s’assura un 4e titre en Bezirksliga Erfurt. Ce sacre lui permit de se monter en DDR-Liga rebaptisée NOFV-Liga.
Peu avant la fin de cette saison, le 31 mars 1990, le club qui redevenait un organisme civil changea son nom et reprit une dénomination rappelant ses origines: FSV Wacker 90 Nordhausen

### FSC Wacker 90 Nordhausen
Treizième sur seize, le club gagna le droit de participer à une des trois séries de l’Oberliga Nordost, soit le 3e niveau du football allemand réunifié.
Wacker 90 Nordhausen se maintint jusqu’en 1994 où il gagna le droit, terminant 4e de participer à l’Oberliga Nordost Süd. Une ligue situé au niveau 4 directement sous les Regionalligen, nouvellement instaurées.
À la fin de la saison 1994-1995, Wacker 90 Nordhausen remporta l’ l’Oberliga Nordost Süd monta en Regionalliga Nordost. Il y évolua trois saisons puis redescendit.
En 2001, le club fut relégué en Landesliga Thüringen, à cette époque 5e étage de la pyramide du football allemand. Le FSV Wacker 90 subit une seconde relégation, la 3e quatre saisons, vers la Landesklasse Thüringen "Groupe West". Versé dans le "Groupe Ost" en 2003, le cercle en remporta le titre en 2005 et remonta en Landesliga Thüringen. Cette ligue allait ensuite être renommée Thüringer Liga, puis reculer au 6e niveau lors de la création de la 3. Liga en tant que Division 3 en 2008.
En 2010-2011, le FSV Wacker 90 Nordhausen évolue en Thüringer Liga (nommée "Köstritzer Liga Thüringen", sponsor oblige), donc au 6e niveau de la hiérarchie de la DFB.

## Palmarès

### SV 05 Wacker Nordhausen
- Champion de la Kyffhäusergau: 1918, 1919, 1920, 1925, 1930, 1931, 1932, 1933.
- Champion de la Kyffhäusergau/Eichsfeldgau:1923.
- Champion de la 1. Kreisklasse, Staffel Südharz: 1939

### Époque de la RDA

#### SG Nordhausen/ BSG KWU/Lok Nordhausen
- Champion de la 1. Kreisklasse: 1946.
- Vice-champion de la Bezirksklasse Nordthüringen, Staffel 1: 1949.
- Vice-champion de la Landesklasse Thüringen, Staffel 1: 1950.

#### Motor Nordhausen-West/Motor Nordhausen
- Champion de la DDR-Liga, Groupe E: 1982.
- Vice-champion de la DDR-Liga, Groupe 1: 1952.
- Vice-champion de la DDR-Liga, Groupe E: 1983, 1984
- Vice-champion de la II. DDR-Liga, Groupe Süd: 1957.
- Vice-champion de la II. DDR-Liga, Groupe 3: 1962.
- Champion de la Bezirksliga Erfurt: 1965, 1966, 1969, 1990.
- Vice-champion de la Bezirksliga Erfurt: 1964, 1968

### FSV Wacker 90 Nordhausen
- Champion de l’Oberliga Nordost Süd : 1995.
- Champion de la Landesklasse Thüringen, Groupe Ost: 2005.

## Localisation

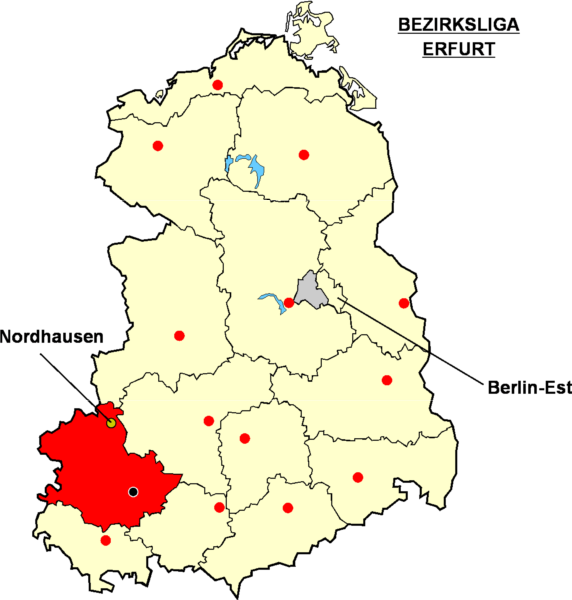
Localisation de Nordhausen dans la Bezirksliga Erfurt à l’époque de la RDA